# Gurab Zarmich
Gurab Zarmich – miasto w Iranie, w ostanie Gilan. W 2016 roku liczyło 4183 mieszkańców.